# Avenue des Champs-Élysées et le Petit Palais
 (juillet 2025).
Pour plus de détails, voir Fiche technique et Distribution.
Avenue des Champs-Élysées et le Petit Palais est un film français réalisé par Georges Méliès, sorti en 1900 au début du cinéma muet. C'est un court-métrage d'environ une minute.